# Martinus Veltman
Martinus Justinus Godefriedus Veltman (Waalwijk, Hollandia, 1931. június 27. – Bilthoven, 2021. január 4.) Nobel-díjas holland fizikus.

## Életrajza
Martinus Veltman 1931-ben Hollandia déli részén fekvő Waalwijkben (ejtsd: valvejk) egy általános iskola igazgatójának negyedik gyerekeként jött világra, összesen hatan lettek testvérek. Műszaki iskoláztatásra gondolt, de a középiskolai fizikatanára javaslatára egyetemre adták: az Utrechti Egyetemre, mivel az volt vonattal elérhető, arra futotta pénzük. Akkoriban Hollandia déli részéből kevesen kerültek egyetemre. Naponta 90 percet ingázott mindkét irányban.
Az egyetemi oktatás akkoriban nem volt túl érdekfeszítő: a második világháború alatt számtalan kiváló fizikus hagyta el az országot vagy meghalt. A harmadik év után költözött be Utrechtbe. Szülei nem igazán tudták pénzzel ellátni, ezért mellette dolgozott, például előadásjegyzeteket gépelt. Ennek ellenére boldog élete volt.
Az első három év alatt teljesítménye közepes volt. A kandidátusi vizsgát három helyett öt év alatt tette le. Ezután került a kezébe egy népszerű könyv a relativitáselméletről, melyről eddig nem beszéltek nekik az egyetemen. Ezt követően kezdett komolyabban tanulni. Mivel tanárhiány volt a középiskolákban, nem volt nehéz részállást találnia.
A kandidátusi vizsga után kísérleti fizikusként kezdett, orvosi fizikával és tömegspektrometriával foglalkozott, de hamar rájött, hogy az ő területe az elméleti fizika.
1955-ben a Van Der Waals laboratóriumban kapott állást Amszterdamban egy kísérleti fizikus mellett, aki a nagynyomású fizikával foglalkozott. A feladata a könyvtár üzemeltetése volt. Ebben az időben került kapcsolatba az amszterdami elméleti fizika intézet tagjaival, de azok szilárdtestfizikával foglalkoztak, ami őt különösebben nem érdekelte.
Amikor visszatért Utrechtbe Leon Van Hove mellé, akit ő kiváló előadónak tartott, önkéntesen vállalkozott, hogy hivatalos feljegyzéseket csinál az előadásairól. 1956-ban végezte el az egyetemet, amely után katonának kellett bevonulnia két évre. Mikor 1955-ben visszatért, Van Hove egy PhD hallgatót adott mellé, akivel igazi elméleti fizikát csinálhatott.
Mivel Van Hove, ahogy mindenki az egyetemen, statisztikus mechanikával foglalkozott, némi gondot jelentett, hogy Veltman részecskefizikával szeretett volna foglalkozni. Ezekben az időkben az európai egyetemeken nem folytak részecskefizikai kutatások, úgyhogy általában részecskefizikából csupán kéthetes iskolákat tartottak különböző egyetemeken nemzetközileg ismert oktatók. Ilyen iskolákban ismerkedett meg többek között Glashow-val és Nicola Cabbibóval is.
1960-ban lett Van Hove az európai nagyenergiájú laboratórium, a CERN elméleti osztályának igazgatója, ahová 1961-ben követte. Közben 1960-ban megházasodott.
Eleinte kissé elveszettnek érezte magát a CERN-ben, mert az elemi részecskefizikai tudása elég felszínes volt. Ezért inkább térelméleti problémákkal foglalkozott, konkrétan nem stabil részecskékkel. A kísérleti fizika közelébe a Feynman-tanítvány Sam Berman hatására került, aki a CERN-es neutrínókísérletekkel kapcsolatos számításokra biztatta, mely Veltman diplomamunkájának második felét adta. Berman eredetileg egy hirdetést írt ki: "Ha nincs más dolgod, és nem akarsz az utcán lófrálni, akkor kopogtass az ajtómon." Ezt tette meg Veltman. A feladat a CERN-es neutrínókísérletbeli vektorbozon keletkezés Coulomb-korrekciójának kiszámítása volt.
1963-ban védte meg a disszertációját (Intermediate particles in S-matrix theory and calculation of higher order effects in the production of intermediate vector bosons.)
Eközben a CERN-ben felszerelték a neutrínó-kísérletet, és Veltmant kérték fel, hogy a vektorbozonok keletkezéséről beszéljen. Nagyon hamar jó barátokká váltak Carlo Bernardinivel, a csoport vezetőjével, aki megkérte Veltmant a kísérlet kiértékeléséhez szükséges kiterjedtebb számítások elvégzésére. Ehhez hasonló számítógépes számításokat már végzett Li Cseng-tao, Markenstein és Jang Csen-ning. Mikor Lee a CERN-be érkezett, Veltman kihasználta az alkalmat, hogy elkérje a programot, amit Lee elutasított. Megkérdezte, tud-e valami tanáccsal szolgálni, amelyre azt mondta: "Ne hibázz!".
Elindult a kísérlet. Mivel a kísérletből nem sok látványos eredmény jött ki, ezért egy idő múlva csak Veltman és Bernardini figyelték az ábrákat. Emiatt lett Veltman az 1963-as Brookhaveni konferencián a kísérlet előadója. Ebben az időben lett életre szóló barátja Melvin Schwartz és Telegdi Bálint, a két kísérleti fizikus.
1963–1965 között hosszabb ideig dolgozott az SLAC-nál és a Brookhaveni Nemzeti Laboratóriumban. Ez utóbbiban ismerkedett meg Maurice Goldhaberrel, az igazgatóval, aki mindig nagy hatást tett rá, és el is próbálta csábítani a laboratóriumba.
Közben megszületett Hugo fiuk.
1966-ban visszatért az Utrechti Egyetemre az elméleti fizika professzoraként, és igyekezett behozni a részecskefizikát az egyetemre, ami sikerült is neki. Egy darabig a Physical Review szerkesztője is volt.
A Rockefeller Egyetemen való egy hónapos 1968-as látogatás hozott fordulatot a tudományos karrierjében. A nyugodt körülmények és Amerikában élő holland kollégájának, Abraham Paisnak értékes tanácsai tették lehetővé, hogy vállalkozzon arra, amiért később a Nobel-díjat kapta.
1969-től több hallgató munkáját vezette, többek között a vele együtt Nobel-díjban részesített Gerardus ’t Hooftét. Csoportja egyre ismertebb lett. Emellett volt ereje oktatási reformok végrehajtására is.
Még pár évig együtt dolgoztak 't Hoofttal, majd elsodródtak egymás mellől, mivel eltérő dolgokon dolgoztak.
1981–1996 között a Michigani Egyetemen dolgozott az Egyesült Államokban, a spanyol Madridi Egyetemmel tartott jelentősebb kapcsolatot. Gyermekei nem jöttek vissza az esős Hollandiába, Amerikában maradtak.
Nyugdíjazásakor visszatértek feleségével Bilthovenbe, a faluba, ahol 1981 előtt éltek.

## Család
1960-ban vette el Anneke-t akitől van egy lánya (Hélène, 1961) és két fia (Hugo, 1966; Martijn, 1971).

## Szakmai eredményei
Veltman egyik tanulójával, Gerardus ’t Hoofttal dolgozott együtt a mértékelmélet és a renormálás elméletének matematikai megalapozásán. 1977-ben sikerült a top-kvark tömegét előrejelezniük, mely fontos lépés volt az 1995-ös felfedezéséhez.
1999-ben Gerardus ’t Hoofttal együtt kapott fizikai Nobel-díjat „az elektrogyenge kölcsönhatás kvantumszerkezetének tisztázásáért”.

## Kitüntetések, elismerések
- Dirac-érem, 1992
- Fizikai Nobel-díj, 1999
- A 9492 Veltman nevű kisbolygót az ő tiszteletére nevezték el.